# Waldport
Waldport az Amerikai Egyesült Államok északnyugati részén, Oregon állam Lincoln megyéjében, az Alsea Bayben, az Alsea River (Alsea folyó) mellett helyezkedik el. A város Newporttól 29 km-re délre, Yachatstól pedig 13 km-re északra található.
A város területe 7,82 km², melyből 0,65 km² vízi.
A  második világháború során a Civilization Conservation Corps Camp Angel tábora volt a harcokban részt nem vevők művészek otthona.

## Éghajlat
A térség nyarai szárazak és melegek (de nem forróak); az átlaghőmérséklet nem megy 22 °C fölé. A város időjárása a Köppen-skála alapján meleg nyári mediterrán.
| Hónap                         | Jan.  | Feb.  | Már. | Ápr. | Máj. | Jún. | Júl. | Aug. | Szep. | Okt. | Nov. | Dec.  | Év    |
| ----------------------------- | ----- | ----- | ---- | ---- | ---- | ---- | ---- | ---- | ----- | ---- | ---- | ----- | ----- |
| Rekord max. hőmérséklet (°C)  | 20,0  | 26,6  | 27,2 | 31,6 | 35,0 | 37,2 | 41,1 | 41,1 | 37,7  | 33,8 | 26,6 | 19,4  | 41,1  |
| Átlagos max. hőmérséklet (°C) | 10,0  | 12,2  | 14,4 | 15,5 | 18,3 | 20,5 | 23,3 | 24,4 | 23,3  | 19,4 | 12,7 | 10,0  | 17,0  |
| Átlaghőmérséklet (°C)         | 5,8   | 7,5   | 8,9  | 10,0 | 12,5 | 14,7 | 17,2 | 18,0 | 16,7  | 13,3 | 8,6  | 6,1   | 11,6  |
| Átlagos min. hőmérséklet (°C) | 1,6   | 2,7   | 3,3  | 4,4  | 6,6  | 8,8  | 11,1 | 11,6 | 10,0  | 7,2  | 4,4  | 2,2   | 6,2   |
| Rekord min. hőmérséklet (°C)  | −13,3 | −12,2 | −5,0 | −3,3 | −1,1 | 1,6  | 3,3  | 4,4  | −1,6  | −3,8 | −8,3 | −15,0 | −15,0 |
| Átl. csapadékmennyiség (mm)   | 361   | 312   | 277  | 178  | 120  | 71   | 23   | 30   | 69    | 150  | 358  | 391   | 2340  |
| Forrás: The Weather Channel   |       |       |      |      |      |      |      |      |       |      |      |       |       |

## Népesség

### 2010
A 2010-es népszámláláskor a városnak 2 033 lakója, 974 háztartása és 530 családja volt. A népsűrűség 283,4 fő/km². A lakóegységek száma 1 196, sűrűségük 166,7 db/km². A lakosok 91,2%-a fehér, 0,8%-a afroamerikai, 1,1%-a indián, 1%-a ázsiai, 0,3%-a a csendes-óceáni szigetekről származik, 0,5%-a egyéb etnikumú, 5,1% pedig kettő vagy több etnikumú. A spanyol vagy latino származásúak aránya 3,3% (2,3% mexikói, 0,1% Puerto Ricó-i, 0,9% pedig egyéb spanyol/latino származású).
A háztartások 19,3%-ában élt 18 évnél fiatalabb. 42,2% házas, 7,9% egyedülálló nő, 4,3% pedig egyedülálló férfi; 45,6% pedig nem család. 37,4% egyedül élt; 17,6%-uk 65 éves vagy idősebb. Egy háztartásban átlagosan 2,08 személy élt; a családok átlagmérete 2,69 fő.
A medián életkor 53 év volt. A város lakóinak 15,8%-a 18 évesnél fiatalabb, 5% 18 és 24 év közötti, 16,1%-uk 25 és 44 év közötti, 36,9%-uk 45 és 64 év közötti, 26,2%-uk pedig 65 éves vagy idősebb. A lakosok 47,4%-a férfi, 52,6%-uk pedig nő.

### 2000
A 2000-es népszámláláskor a városnak 2 050 lakója, 909 háztartása és 540 családja volt. A népsűrűség 369,9 fő/km². A lakóegységek száma 1 099, sűrűségük 198,3 db/km². A lakosok 93,41%-a fehér, 0,1%-a afroamerikai, 2,2%-a indián, 1,17%-a ázsiai, 0,1%-a a csendes-óceáni szigetekről származik, 0,34%-a egyéb-, 2,68% pedig kettő vagy több etnikumú. A spanyol vagy latino származásúak aránya 3,71% (2,9% mexikói, 0,1% Puerto Ricó-i, 0,6% pedig egyéb spanyol/latino származású).
A háztartások 23,8%-ában élt 18 évnél fiatalabb. 44,2% házas, 12,2% egyedülálló nő; 40,5% pedig nem család. 34% egyedül élt; 17,2%-uk 65 éves vagy idősebb. Egy háztartásban átlagosan 2,24 személy élt; a családok átlagmérete 2,81 fő.
A város lakóinak 23,9%-a 18 évnél fiatalabb, 4,2%-a 18 és 24 év közötti, 22,8%-a 25 és 44 év közötti, 25,7%-a 45 és 64 év közötti, 23,5%-a pedig 65 éves vagy idősebb. A medián életkor 45 év volt. Minden 100 nőre 83 férfi jut; a 18 évnél idősebb nőknél ez az arány 78,3.
A háztartások medián bevétele 33 301 amerikai dollár, ez az érték családoknál $38 571. A férfiak medián keresete $29 904, míg a nőké $22 071. A város egy főre jutó bevétele (PCI) $15 939. A családok 9,4%-a, a teljes népesség 17,3%-a élt létminimum alatt; a 18 év alattiaknál ez a szám 24,9%, a 65 év felettieknél pedig 9,6%.

## Politika
2009. február 22-én Herman Welch polgármester bejelentette, hogy kilép a Republikánus Pártból, és a Függetlenek Pártjának tagja lesz, így Oregonban ő volt az első városvezető, aki e párt tagja.

## Közlekedés
A várostól 4,8 km-re délnyugatra, a Beachside State Recreation Site-tól néhány lépésre található a Wakonda Beach állami repülőtér.

## Fordítás
Ez a szócikk részben vagy egészben  a   Waldport, Oregon című angol Wikipédia-szócikk ezen változatának fordításán alapul.  Az eredeti cikk szerkesztőit annak laptörténete sorolja fel. Ez a jelzés csupán a megfogalmazás eredetét és a szerzői jogokat jelzi, nem szolgál a cikkben szereplő információk forrásmegjelöléseként.